# 补求草属
补求草属（学名：Puchiumazus）是通泉草科下的一个属。2021年根据模式标本狭叶通泉草自通泉草属独立为单型属。该属茎四棱形，叶片狭长。分布于中国的湖北和四川。署名Puchiumazus是为了纪念中国植物分类学家钟补求。

## 下属分类
- 狭叶通泉草 Puchiumazus lanceifolius (Hemsl.) Bo Li, D. G. Zhang & C. L. Xiang